# Christer Salsing
Christer Olov Salsing, född 17 oktober 1943 i Stockholm, är en svensk pensionerad officer i Flygvapnet.

## Biografi
Salsing blev fänrik i Flygvapnet 1966. Han befordrades till löjtnant 1968, till kapten 1972, till major 1977, till överstelöjtnant 1981 och till överste 1993.
Salsing inledde sin militära karriär i Flygvapnet vid Hälsinge flygflottilj (F 15), där han kom att tjänstgöra fram till 1977. 1977–1983 tjänstgjorde han vid Första flygeskaderstaben. 1983–1987 var han chef för flygenheten vid Skaraborgs flygflottilj (F 7). 1987–1993 var han chef för Sektion 1 vid Första flygeskadern. 1994–1995 var han tillförordnad chef för Första flygeskadern (E 1), och blev samtidigt sista chef för eskadern. 1995–1997 var han stabschef vid Södra flygkommandot (FK S). 1997–1998 var han till förfogande för Flygvapenledningen. 1998–1999 var han chef för Utbildnings- och övningsavdelningen vid Flygvapencentrum. 2000–2001 var han chef för A3 Insatsledning vid Flygtaktiska kommandot (FTK). Salsing lämnade Försvarsmakten i december 2001. Efter sin tid i försvaret, har Salsing varit aktiv inom skogsindustrin, bland annat som Ordförande i Södra Skogsägarna förtroenderåd i Västkusten.